# Romet K-125
Romet K-125 – motocykl firmy Arkus & Romet Group o pojemności silnika 124 cm³ i mocy 10,3 KM, nawiązujący wyglądem do klasycznego naked-bika. Wprowadzony na rynek w 2007 roku. Produkowany w Chinach jako Senke SK125-7.
Jest to jeden z nowej gamy motocykli Romet, oprócz K sprzedawane są jeszcze modele Z-125, RM-125, Z-150. Silniki do wszystkich nowych modeli produkuje firma Senke. Jest wykonywany w odcieniach koloru srebrnego czarnego i niebieskiego.

## Dane techniczne
- Wymiary: 2060 mm x 710 mm x 1130 mm,
- Silnik: czterosuwowy, jednocylindrowy, chłodzony powietrzem,
- Pojemność: 124 cm3,
- Moc maksymalna: 7,5 kW (10,3 KM) przy 8500 obr./min,
- Prędkość maksymalna: 90 km/h,
- Zapłon: elektroniczny CDI,
- Rozruch: elektryczny, nożny,
- Waga: 115 kg,
- Opony przód/tył: 2,75-18 / 110/90-16,
- Hamulec przód/tył: tarczowy/bębnowy,
- Pojemność baku: 14 l,
- Dopuszczalna ładowność: 150 kg,
- Amortyzator przód/tył: podwójny.

Powyższe dane są danymi podanymi przez producenta.